# Spoorlijn Žilina – Košice
De spoorlijn Žilina – Košice (lijnnummer 180) is een geëlektrificeerde dubbelsporige lijn in Slowakije die Žilina en Košice met elkaar verbindt. Ze maakt deel uit van de noordelijke dwarslijn en eveneens van de Pan-Europese corridor nummer 5. Ze is één van de belangrijkste Slowaakse spoorlijnen met de hoogste verkeersintensiteit, zowel voor passagiers- als voor goederentreinen. Voor het goederenvervoer is ze van groot belang voor het doorgaand verkeer van Oekraïne naar Tsjechië en Oostenrijk. Het vrijeruimteprofiel van de lijn is aangepast voor het transport van wagons met een Russisch breedspoorprofiel.

## Geschiedenis

Netkaart van de Slowaakse Spoorwegen (ŽSR).

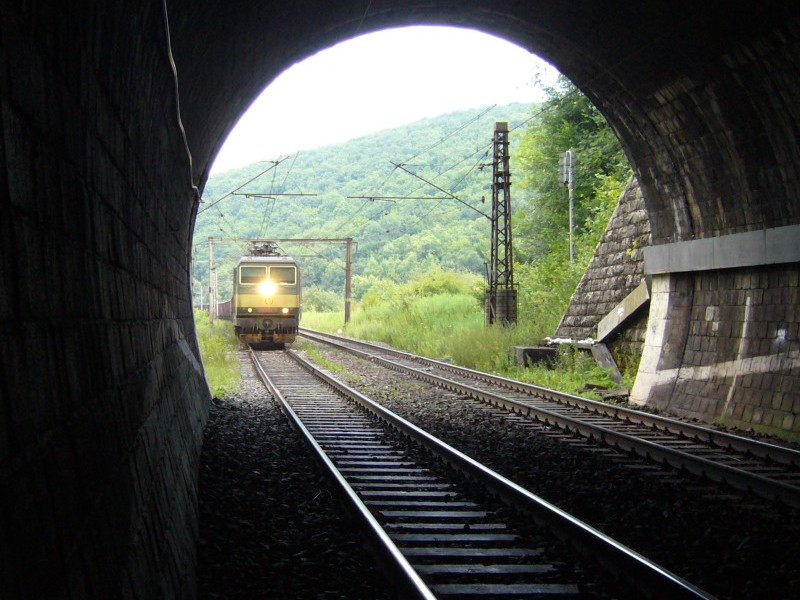
Tunnel Ťahanovce

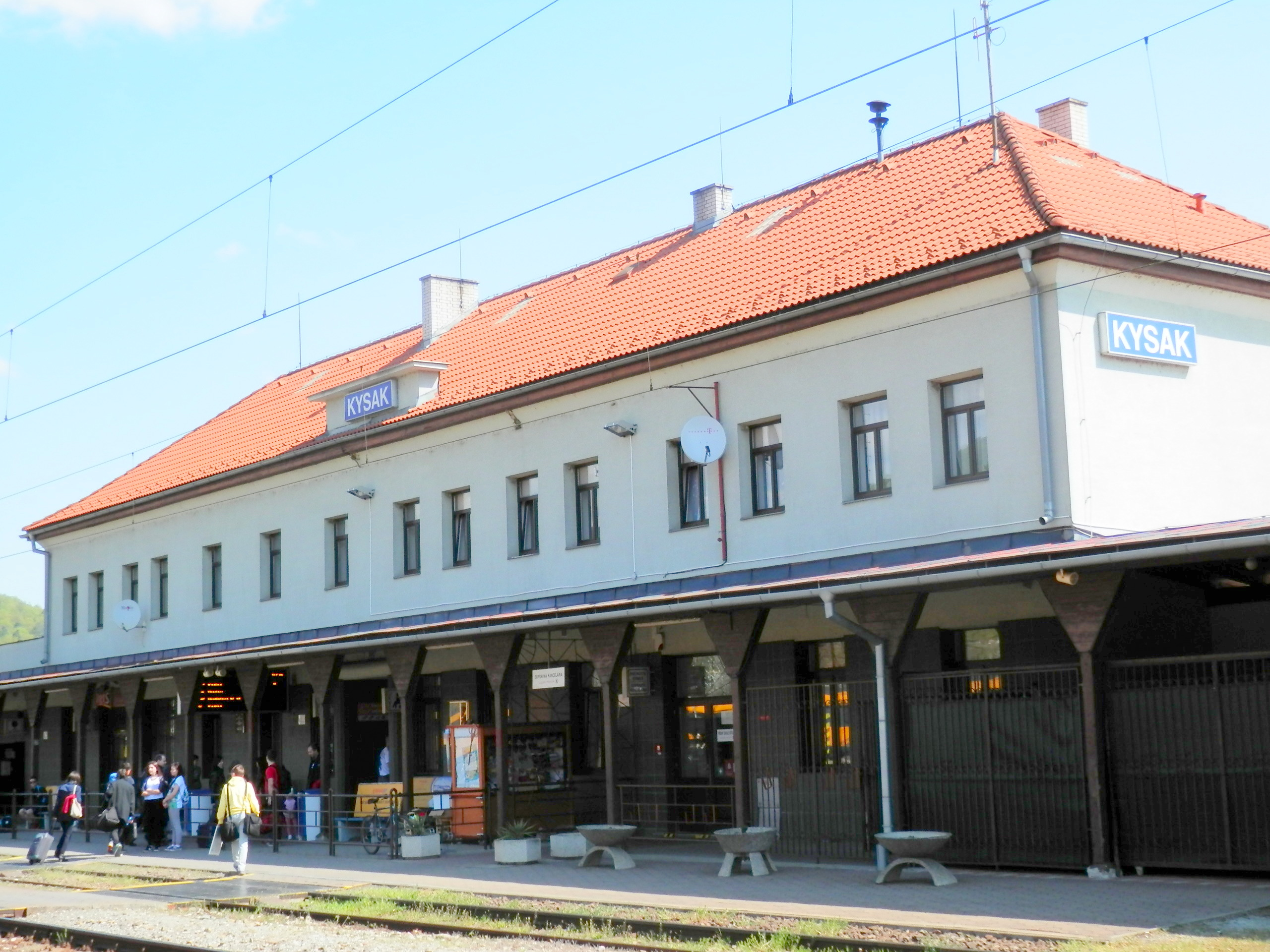
Station Kysak

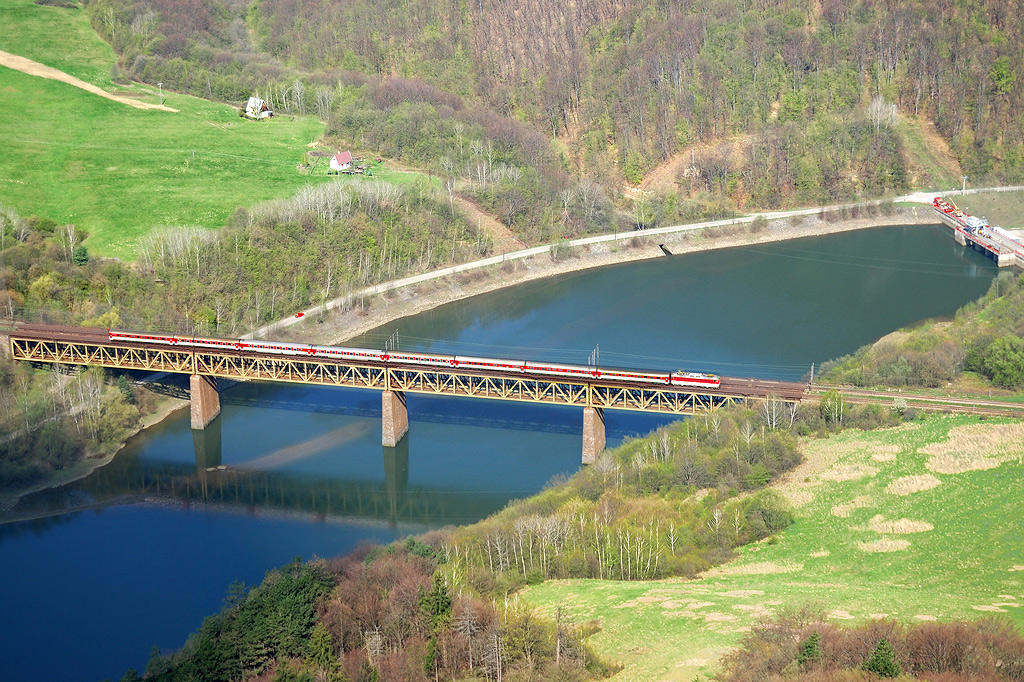
Viadukt aan het stuwmeer Ružín

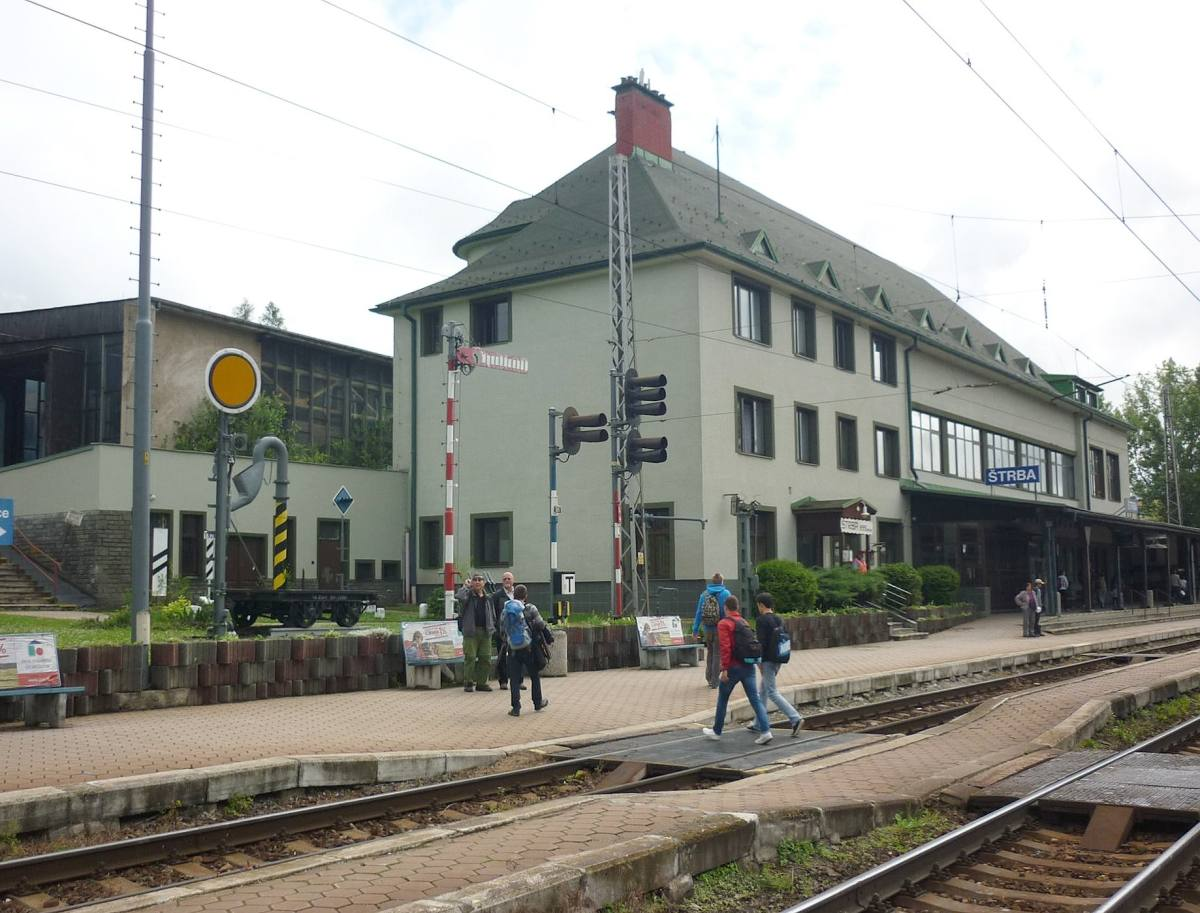
Station Štrba (28 juni 2013)

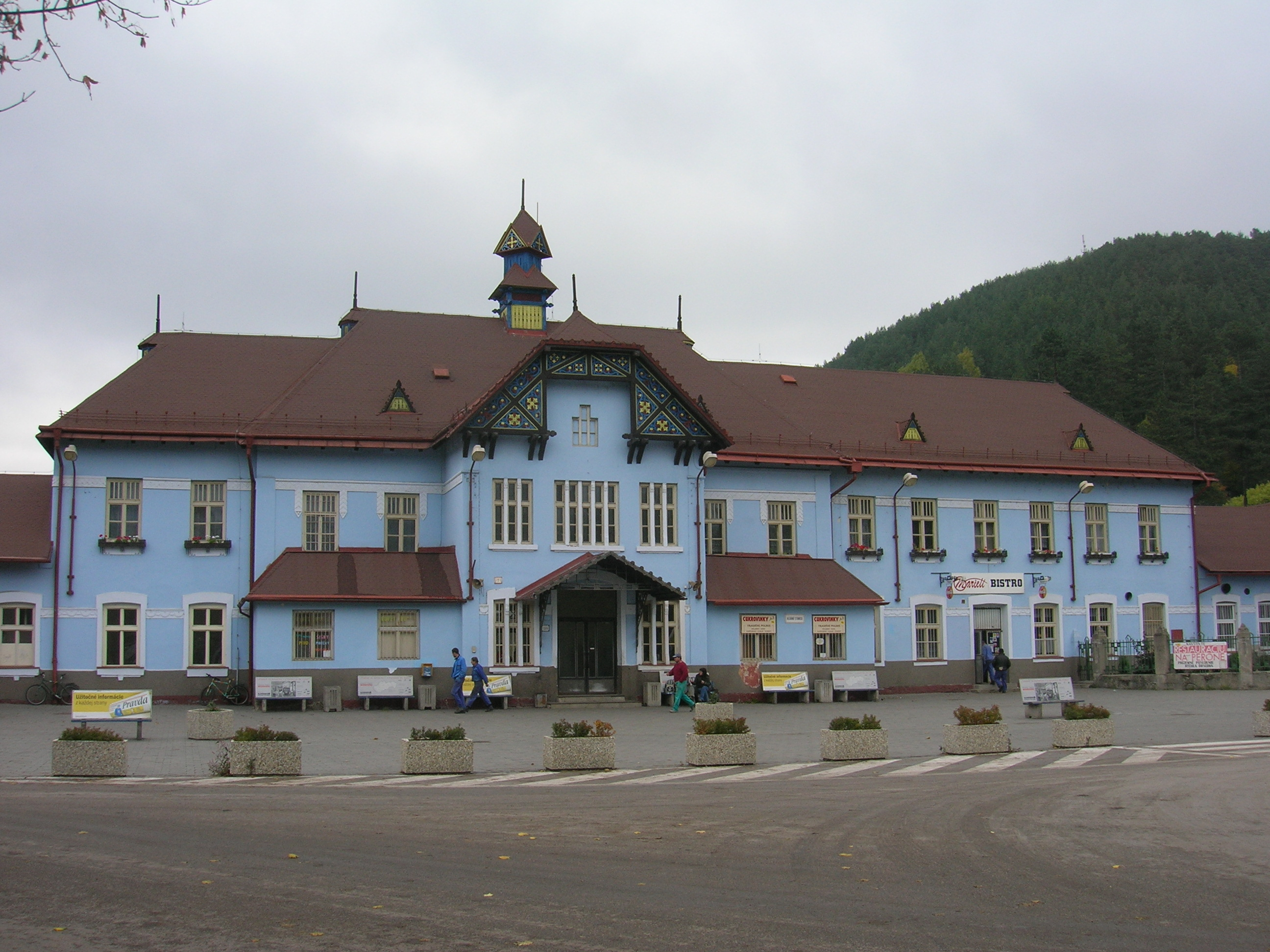
Station Ružomberok

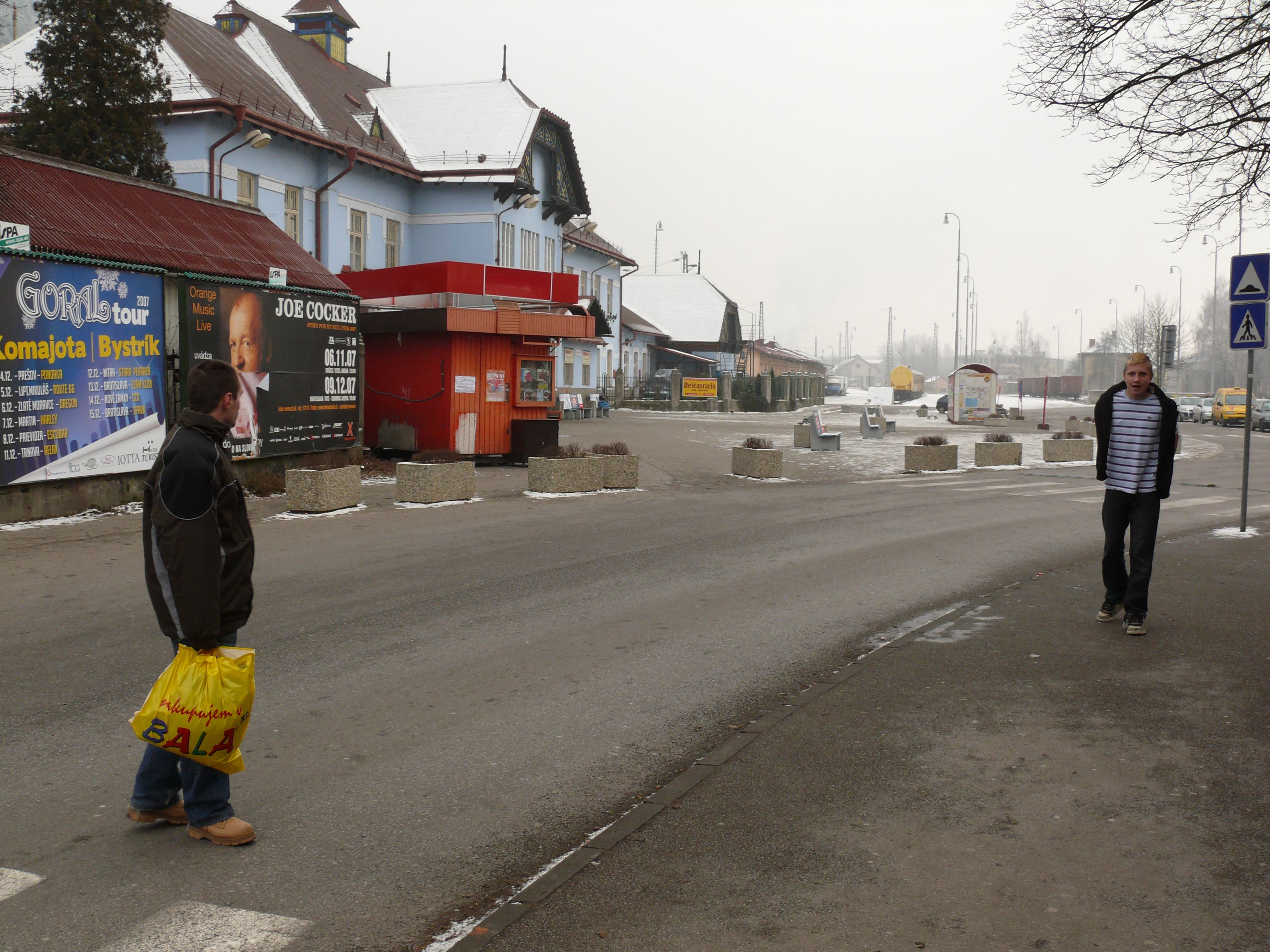
Stationsplein Ružomberok (30 december 2007)

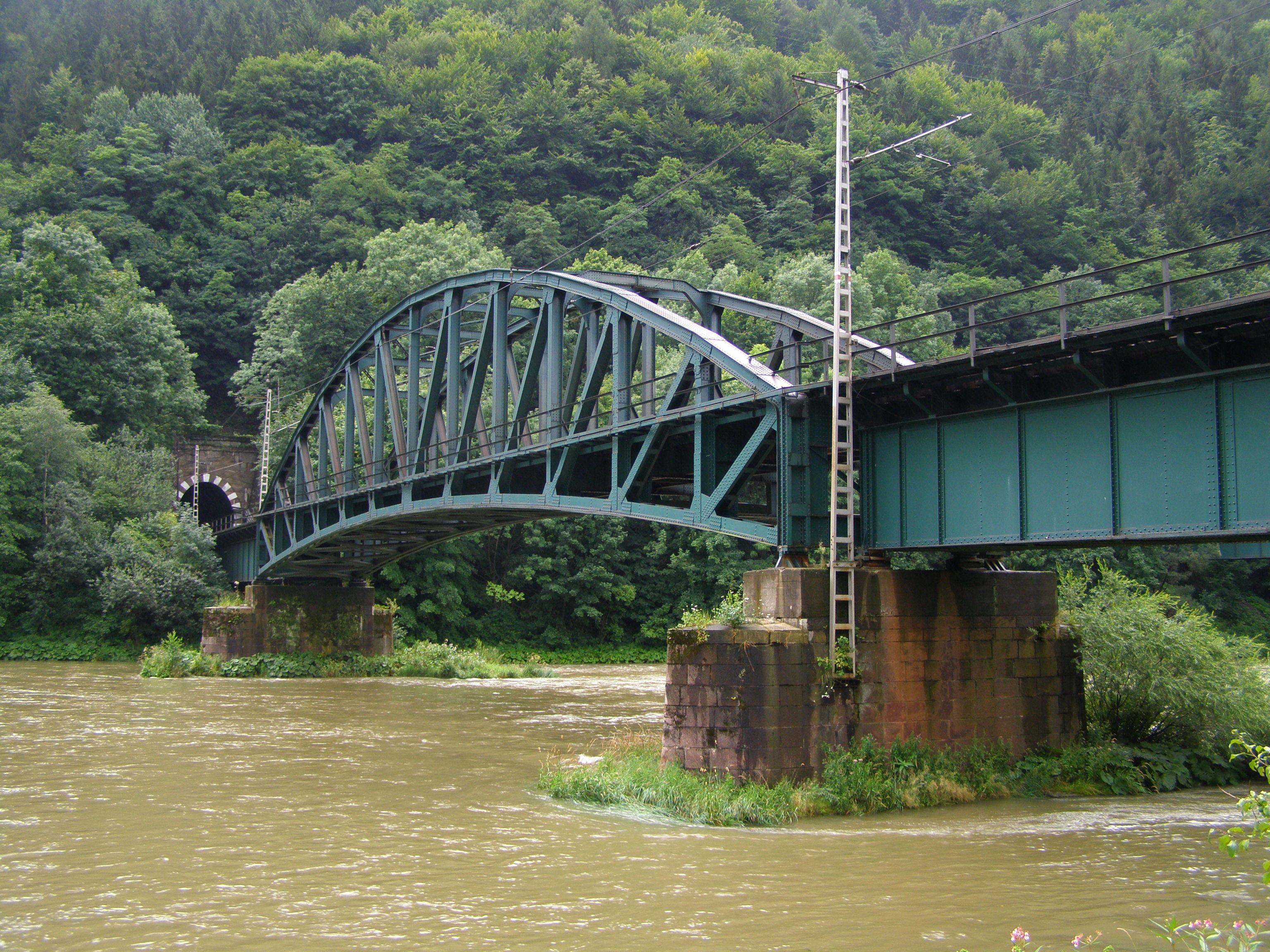
Oversteek van de Váh nabij Strečno

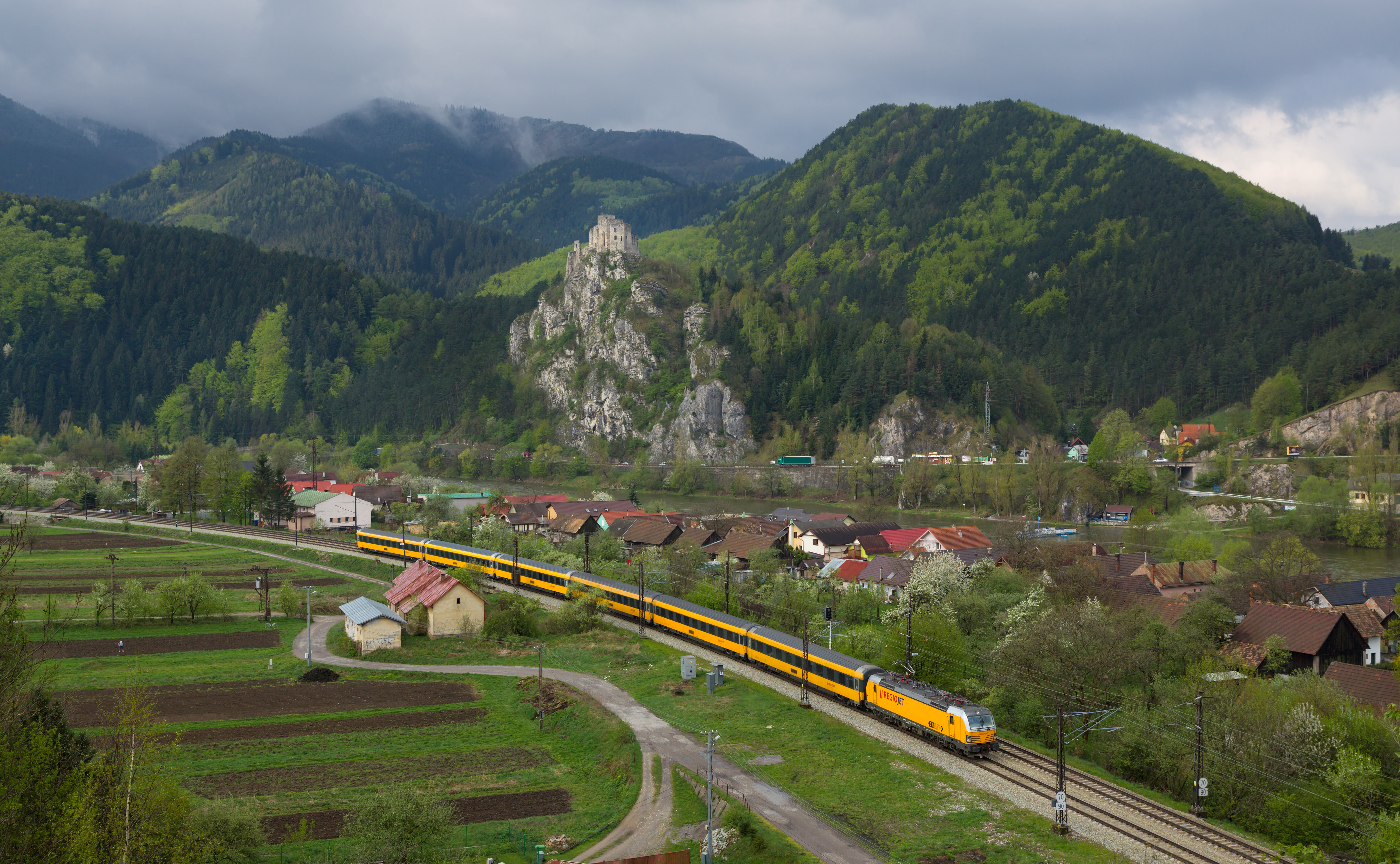
RegioJet nabij Strečno

De lijn werd aangelegd en aanvankelijk geëxploiteerd door de Kassa-Oderbergi Vasút (Košice-Oderberg-spoorwegmaatschappij) (KsOd). Ze was een onderdeel van de lijn van Košice naar Oderberg (thans Bohumín) (Tsjechië), die in 1872 in gebruik werd genomen en die bedoeld was om het oosten van Slowakije te verbinden met het oosten van Tsjechië.
De volgende baanvakken werden in de jaren 1870 open gesteld:
- Košice – Kysak (– Prešov) : 1 september 1870
- Kysak - Spišská Nová Ves: 12 maart 1872[1]
- Spišská Nová Ves - Poprad: 12 december 1871
- Poprad - Žilina: 8 december 1871.

Na de nederlaag van het Oostenrijks-Hongaarse Rijk tijdens de Eerste Wereldoorlog, veranderden de grenzen van het toenmalige Hongarije. Zo werd vanaf het einde van 1918 het grondgebied van Opper-Hongarije een deel van de nieuwe staat Tsjecho-Slowakije. Spoedig nadien, op 1 februari 1921, werd de spoorlijn Košice - Bohumín overgenomen door de Tsjecho-Slowaakse Staatsspoorwegen (ČSD).
Voor de nieuwe staat "Tsjecho-Slowakije" was spoorlijn 180 (Žilina – Košice) van zeer groot belang, want via dit spoor werd de verbinding tussen Tsjechië en Oost-Slowakije onderhouden: Bohumín - Český Těšín - Žilina - Košice.
Aanvankelijk was lijn 180 enkelsporig. Rekening houdende met het toenemend verkeer, werden halverwege de jaren 1930 maatregelen genomen om de lijn uit te rusten met dubbelspoor.
Na de Tweede Wereldoorlog volgde de nationalisering van de Tsjecho-Slowaakse Staatspoorwegen (ČSD) en werd de Tsjecho-Slowaakse staat eigenaar van de Košice-Bohumín-spoorweg.
Het dubbelspoor was in 1955 geheel geïmplementeerd. Negen jaar later, in 1964, voltooide men de elektrificatie.
Na de splitsing van Tsjecho-Slowakije in twee aparte staten, Tjechië en Slowakije, in 1993, werden het beheer en de exploitatie van de lijn Žilina – Košice overgenomen door de Spoorwegen van de Slowaakse Republiek ŽSR.
Op 3 juni 2022 ondervond een elektrische trein die slechts twee jaar oud was, een technisch probleem op een slecht zichtbare locatie.
Een hulplocomotief werd opgevorderd om de betrokken defecte trein in de buurt van Strečno te depanneren, maar tijdens de rit van de hulplocomotief naar de plaats van het voorval, botste deze tegen de stilstaande trein. Daarbij werden 74 mensen gewond, onder wie vier ernstig.

## Traject
Het lijngedeelte met het nummer 180 begint in het belangrijke spoorwegknooppunt Žilina, waar een groot aantal lijnen (onder meer uit Bratislava) samenkomen. De route loopt hoofdzakelijk van het westen naar het oosten, door de valleien van de Váh (Waag) en de Hornád. 
Vanuit Žilina kruist het spoor via verscheidene tunnels de bergen Malá Fatra (Kleine Fatra) en Veľká Fatra (Grote Fatra). 
Door de Hornád-vallei gaat het spoor voorbij het oostelijke deel van het Slowaaks Ertsgebergte. Via het Košice-bekken gaat het in zuidoostelijke richting naar Košice.

## Modernisering
In 2011 werd de bouw van het nieuwe station Žilina-Teplička afgewerkt.
In juli 2017 werd een openbare aanbesteding gepubliceerd voor de modernisering van:
- het station Svit
- het baanvak Poprad – Lučivná.

Op 25 september 2020 begon de Slowaakse infrastructuurbeheerder Železnice Slovenskej republiky (ŽSR) met de fundamentele modernisering van het traject Poprad – Štrba met een lijnsnelheid van 160 km/u als doel. Een deel van de kosten wordt betaald via een financieringsprogramma van de Europese Unie. Op lange termijn heeft men de bedoeling de hele lijn volledig te moderniseren. De aanpassing van het traject Bratislava-Žilina was reeds in september 2020 voltooid.

## Treindienst
Op de route Bratislava-Žilina-Košice rijden de volgende reizigerstreinen:
- SuperCity-treinen (verbinding Praag ↔ Košice)
- Intercity-treinen
- Eurocity-treinen
- sneltreinen
- lokale treinen (omnibus).

## Stations en haltes
Stations (s) en haltes (deel 1)
Rijrichting: Košice → Žilina.
- Košice (s):
  - vertakking met spoorlijn 190 (Košice – Čierna nad Tisou)
  - onderbrugging: rivier Hornád
- Ťahanovce
  - tunnel Ťahanovce I & II
  - onderbrugging: rivier Hornád
- Kostoľany nad Hornádom
  - onderbrugging: rivier Hornád
- Trebejov
  - onderbrugging: rivier Hornád
- Kysak (s): vertakking met spoorlijn 188 (Košice – Muszyna) (Polen)
  - 2 onderbruggingen: rivier Hornád
- Veľká Lodina
- Malá Lodina
  - onderbrugging: rivier Hornád
- Ružín
  - Stuwmeer Ružín[2]
  - tunnel Ružín (130m)
  - tunnel Bujanov (3411 m) en tunnel Margecany (431 m)
- Margecany zastávka (halte)
  - vertakking met spoorlijn 173: Červená Skala – Margecany
- Margecany (s)
  - onderbrugging: rivier Hornád
- Kluknava
- Richnava
- Krompachy (s)
  - 2 onderbruggingen: rivier Hornád
  - vertakking met spoorlijn 187 naar Spišské Podhradie (historische lijn)
- Spišské Vlachy (s)
- Olcnava
- Vítkovce
- Chrasť nad Hornádom
  - onderbrugging: rivier Hornád
- Matejovce nad Hornádom
- Markušovce
- Teplička nad Hornádom
  - onderbrugging: rivier Hornád
  - vertakking met spoorlijn 186 (Spišská Nová Ves - Levoča)
- Spišská Nová Ves (s)
- Smižany
- Spišské Tomášovce
- Letanovce
- Vydrník
- Spišský Štiavnik
- Gánovce
  - vertakking met spoorlijn 185 (Poprad-Tatry – Plaveč) naar Podolínec
- Poprad- Tatry (s)
  - aansluiting: Tram van de Hoge Tatra
- Svit (s)
  - onderbrugging: rivier Poprad

Stations (s) en haltes - vervolg (deel 2)
Rijrichting: Košice → Žilina.
- Mengušovce
- Lučivná
- Štrba zastávka
  - overbrugging snelweg D1
- Štrba (s)
  - aansluiting met tandradspoorlijn Štrba–Štrbské Pleso (lijn 182)
- Važec
- Východná
- Kráľova Lehota (s)
- Liptovský Hrádok
  - onderbrugging: rivier Belá
- Podtureň
- Okoličné[3]
  - onderbrugging: Smrečianka
- Liptovský Mikuláš (s)
  - onderbrugging: rivier Váh
- Liptovské Vlachy (s)
- Liptovská Teplá (s)
- Lisková
- Ružomberok (s)
  - aansluiting met smalspoorlijn: Ružomberok–Korytnica
- Ružomberok-Rybárpole[4]
- Hrboltová[5]
- Švošov
- Ľubochňa (s)
- Stankovany
  - onderbrugging: rivier Orava
- Kraľovany (s):
  - vertakking met  spoorlijn 181 (Kraľovany – Trstená) (naar grensstation Suchá Hora)
  - tunnel Kraľovany (523 m)
- Šútovo
- Krpeľany
  - onderbrugging: kanaal Krpeľany
- Turany (s)
  - onderbrugging: rivier Váh
- Sučany
- Vrútky nákladná stanica ("goederenstation")
- Vrútky (s)
  - vertakking met spoorlijn 170 naar Zvolen
- Vrútky zastávka (halte)
  - tunnel: Strečno I (318 m)
  - tunnel: Strečno II (593 m) of III (524 m)
  - onderbrugging: rivier Váh
- Strečno
- Varín
- Teplička nad Váhom
  - onderbrugging: rivier Váh
- Žilina (s)
  - vertakking naar:
• spoorlijn 126 (Žilina - Rajec)
• spoorlijn 120 (naar Bratislava 
• spoorlijn 127 (Žilina – Mosty u Jablunkova) in de richting Bohumín